# Indie na Mistrzostwach Świata w Lekkoatletyce 2015
Indie na Mistrzostwach Świata w Lekkoatletyce 2015 – reprezentacja Indii podczas Mistrzostw Świata w Pekinie liczyła 16 zawodników, z których żaden nie zdobył medalu.

## Występy reprezentantów Indii

### Mężczyźni

#### Konkurencje biegowe
| Konkurencja   | Zawodnik        | Runda 1  | Runda 1 | Półfinał | Półfinał | Finał        | Finał   |
| Konkurencja   | Zawodnik        | Rezultat | Pozycja | Rezultat | Pozycja  | Rezultat     | Pozycja |
| ------------- | --------------- | -------- | ------- | -------- | -------- | ------------ | ------- |
| Chód na 20 km | Baljinder Singh | —        | —       | —        | —        | DNF          | DNF     |
| Chód na 20 km | Chandan Singh   | —        | —       | —        | —        | 1:26:40      | 41.     |
| Chód na 20 km | Gurmeet Singh   | —        | —       | —        | —        | 1:25:22      | 35.     |
| Chód na 50 km | Sandeep Kumar   | —        | —       | —        | —        | 3:57:03 (SB) | 26.     |
| Chód na 50 km | Manish Singh    | —        | —       | —        | —        | 3:57:11 (PB) | 27.     |

#### Konkurencje techniczne
| Konkurencja    | Zawodnik       | Eliminacje | Eliminacje | Finał    | Finał   |
| Konkurencja    | Zawodnik       | Rezultat   | Pozycja    | Rezultat | Pozycja |
| -------------- | -------------- | ---------- | ---------- | -------- | ------- |
| Pchnięcie kulą | Indrajit Singh | 20,47      | 8. q       | 19,52    | 11.     |
| Rzut dyskiem   | Vikas Gowda    | 63,86      | 7. q       | 62,24    | 9.      |

### Kobiety

#### Konkurencje biegowe
| Konkurencja                   | Zawodniczka                                                        | Runda 1      | Runda 1 | Półfinał | Półfinał | Finał        | Finał   |
| Konkurencja                   | Zawodniczka                                                        | Rezultat     | Pozycja | Rezultat | Pozycja  | Rezultat     | Pozycja |
| ----------------------------- | ------------------------------------------------------------------ | ------------ | ------- | -------- | -------- | ------------ | ------- |
| Bieg na 800 m                 | Tintu Luka                                                         | 2:00,95 (SB) | 19.     | NQ       | NQ       | NQ           | NQ      |
| Maraton                       | Lalita Babar                                                       | —            | —       | —        | —        | DNS          | DNS     |
| Maraton                       | O. P. Jaisha                                                       | —            | —       | —        | —        | 2:34:43 (NR) | 18.     |
| Maraton                       | Sudha Singh                                                        | —            | —       | —        | —        | 2:35:35 (PB) | 19.     |
| Bieg na 3000 m z przeszkodami | Lalita Babar                                                       | 9:27,86 (NR) | 8. q.   | —        | —        | 9:29,64      | 8.      |
| Sztafeta 4 × 400 m            | Jisna Mathew Tintu Luka Debasree Majumdar Machettira Raju Poovamma | 3:29,08 (SB) | 14.     | —        | —        | NQ           | NQ      |
| Chód na 20 km                 | Khushbir Kaur                                                      | —            | —       | —        | —        | 1:38:53      | 37.     |
| Chód na 20 km                 | Sapana Sapana                                                      | —            | —       | —        | —        | DQ           | DQ      |